# Balseros (documental)
Balseros es un film documental de la productora Bausan Films y TV3 sobre las experiencias de varios balseros cubanos.
En el verano del 1994, un equipo de reporteros de la Televisión de Cataluña filmó y entrevistó a siete cubanos y a sus familias durante los días en que preparaban su huida de Cuba utilizando unas balsas de confección casera. Algún tiempo después, en el campamento de refugiados de la base estadounidense de Guantánamo, los reporteros pudieron localizar a los que habían sido rescatados en alta mar. Sus familias permanecían en Cuba sin noticias de ellos, salvo en el caso de una mujer que había naufragado con su balsa y se había visto obligada a volver a territorio cubano. Siete años después de que se lanzaran a las aguas del Estrecho de Florida en busca de un sueño, el equipo de Balseros se reencuentra con aquellos personajes para descubrir cuál ha sido su destino. Esta película retrata con detalle y sensibilidad su evolución, su vida en Estados Unidos o su permanencia en Cuba. La suya es la historia de algunos de los verdaderos supervivientes de nuestro tiempo, la aventura humana de unos náufragos entre dos mundos, un mundo real o verdadero y el otro totalmente surrealista que muestra la realidad del pueblo cubano que solo se puede entender si alguna vez se vivió.
Está codirigida por los periodista Carles Bosch y Josep Mª Domènech, David Trueba colaboró en el guion.

## Nominaciones y premios
- Nominado por la Academia al Oscar por el mejor documental 2004.
- Consiguió la candidatura al Premio Goya 2002 al mejor documental.
- Se presentó en el Festival de Cine de Sundance 2003.
- Premio Nacional de Cine de Cataluña
- Ganador del Premio Alan por estar montando en solitario. ( Riding Solo)
- Ganó el premio al mejor documental sobre tema hispanoamericano de un director no hispanoamericano en el Festival del Nuevo Cine Latinoamericano de La Habana de 2002.
- Ganador del Premio Emmy a la mejor fotografía Josep Mª Domènech Graells 2005